# Tài phiệt Nga

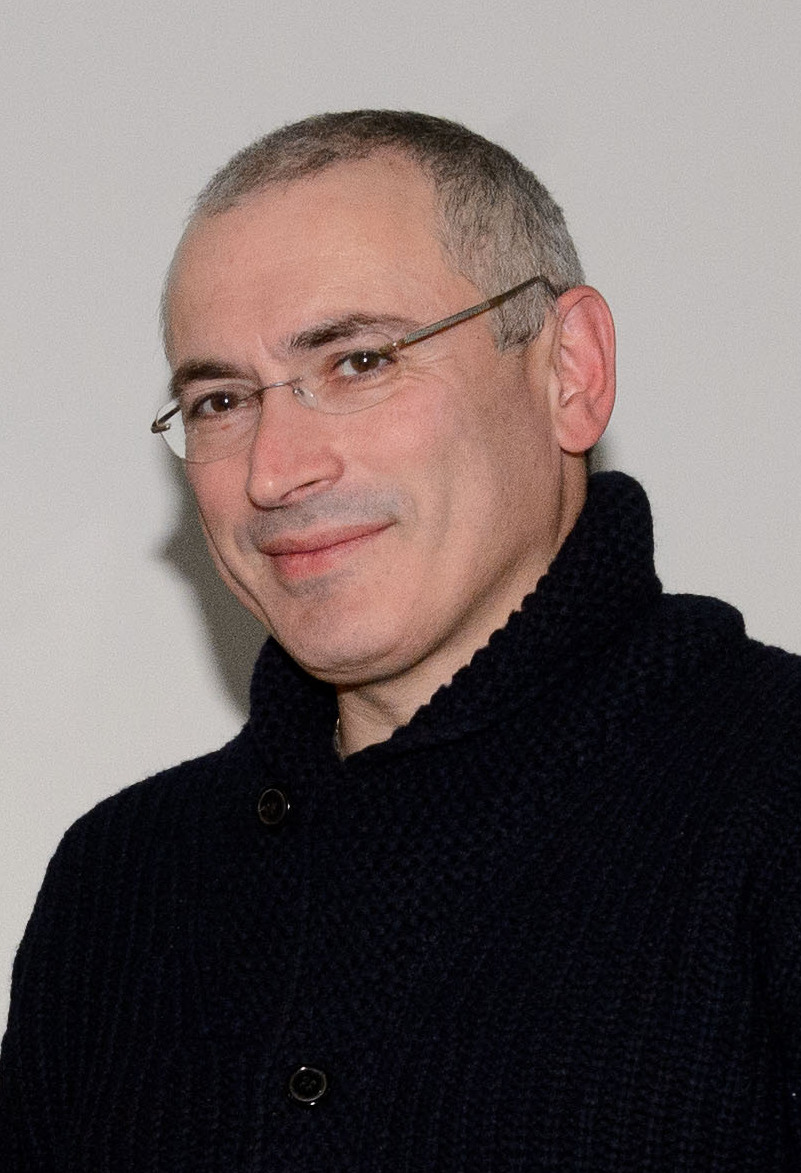
Trùm tài phiệt Khodorkovsky

Tài phiệt Nga (tiếng Nga: российские олигархи) là những đại gia đầu sỏ ở các nước cộng hòa Xô viết cũ vốn tích lũy của cải một cách nhanh chóng trong suốt thời kỳ tư nhân hóa ở Nga kể từ sau sự tan rã của Liên bang Xô viết trong thập niên 1990. Các tài phiệt Nga nổi lên với tư cách là các doanh nhân trong lĩnh vực kinh doanh doanh nghiệp dưới thời Mikhail Gorbachev (Tổng bí thư Liên Xô 1985–1991) trong thời kỳ tự do hóa thương mại của ông. Kể từ năm 2017, một số tài phiệt Nga và các công ty của họ đã bị Mỹ trừng phạt theo Đạo luật Chống lại Kẻ thù của nước Mỹ thông qua trừng phạt (CAATSA) vì họ ủng hộ "hoạt động ác ý của chính phủ Nga". Vào năm 2022, nhiều nhà tài phiệt Nga đã bị phong tỏa và tịch thu tài sản, đây được xem là hành động trả thù Nga xâm lược Ukraina 2022.

## Các trùm tài phiệt
- Mikhail Khodorkovsky
- Boris Berezovsky
- Vladimir Gusinsky
- Vladimir Potanin
- Roman Abramovich
- Oleg Deripaska
- Platon Lebedev